# جيمس ميلر الثالث
جيمس ميلر الثالث (بالإنجليزية: James C. Miller III)‏ (و. 1942 – م) هو عالم اقتصاد، وبروفيسور (أستاذ جامعي) من الولايات المتحدة الأمريكية . ولد في أتلانتا، جورجيا .
وهو عضو في الحزب الجمهوري .

## التعليم
تعلم في جامعة جورجيا، وجامعة فرجينيا.

## روابط خارجية
- جيمس ميلر الثالث على موقع مونزينجر (الألمانية)
- جيمس ميلر الثالث على موقع إن إن دي بي (الإنجليزية)